# NGC 2460
NGC 2460 là một thiên hà xoắn ốc trong chòm sao Lộc Báo. Nó được phát hiện bởi nhà thiên văn học người Đức, ông Temp Tempel vào ngày 11 tháng 8 năm 1882.
Nó cũng được xác định là một nhân thiên hà hoạt động. Dịch chuyển đỏ của 0.004837 đưa ra một khoảng cách đường kính góc là 21,501 Pacsec, hoặc khoảng 70 triệu năm ánh sáng.

## Tính chất vật lý
NGC 2460 có cường độ tuyệt đối 11,7 và cường độ biểu kiến là 12,1. Một số nhánh mở rộng cho khoảng cách xa từ thiên hà trung tâm, có lẽ là kết quả của sự tương tác với thiên hà gần đó PGC 213434. Thiên hà có vận tốc hướng tâm là 1443 km / s.